# 克萊夫·帕爾默
克萊夫·帕爾默（英語：Clive Palmer；1954年3月26日—），澳大利亞昆士蘭州商人、澳大利亚政治人物。帕爾默擁有礦物和其他天然資源公司。截至2025年，《福布斯雜誌》估計他的身家達201.2億澳元，2013年当选澳大利亚国会众议员。

## 从政
从政前，帕爾默即以异想天开的构想闻名澳洲，他经常会将看似不可思议的计划以非常正式的口吻公布，近年发布的此类构想包括克隆恐龙建造侏罗纪公园、重造泰坦尼克号、组党并以总理宝座为目标参加大选等。
2013年帕爾默组建帕爾默聯合黨，在2013年澳大利亚联邦大选中当选众议员，代表費爾法克斯選區。帕爾默聯合黨依靠兜售文意不清的民粹主义政纲、由帕爾默出面强制手下公司雇员投票给此党、以及砸下重金在全国资助候选人竞选，除他本人以外又夺得参议院三个席位，并收买澳洲車愛好者黨参议员，使得该党在2014年就职的新参议院中拥有四张选票，得以分享权力制衡。但2014年末、2015年底該黨的兩名參議員退黨，因此該黨僅剩一名衆議員（帕爾默本人）、一名參議員以及一名被買通的車黨參議員。

## 中信集團糾紛及言論爭議
克萊夫·帕爾默的企業集團與中國政府背景的財團中信泰富集團曾合作在西澳大利亞開發鐵礦，自2012年起，由於合作失敗雙方陷入糾紛，進行了數輪訴訟，帕爾默稱中信泰富拖欠其約100億澳元的許可使用費。
在此背景下，克萊夫·帕爾默在2014年7月受澳大利亞廣播公司（ABC）的《問答》節目采访时，攻击中国政府，并称中国政府为"中国杂种”（Chinese mongrel）。帕爾默指責中國企圖搶佔澳大利亞的港口來盜取自然資源，並把中國政府描述為「向自己人民開槍」的「混蛋」，稱中國試圖「接管我們整個國家」。这一反中国政府言论得到了其帕爾默聯合黨内人物，如塔斯马尼亚州参议员杰奎-兰碧的支持。《澳大利亞金融評論》說，身為帕爾默團結黨創黨人的帕爾默目前正與中資企業中信泰富集團打兩場官司。中信泰富集團指責帕爾默挪走了1200萬美元投資資金，並用其來支持帕爾默聯合黨大選。但帕爾默否認有關指控。在ABC的問答節目中，當被問及有關官司時，帕爾默對他所稱的中共政府和中國試圖搶佔澳洲港口的作法提出了抨擊。帕爾默說：「我不介意站出來面對那些中國雜種，並阻止他們的作法。」
該言論隨即遭到中國政府和澳大利亞政府的批評。帕爾默後來為此道歉。